# Jackie Silva
Jacqueline Louise Cruz Silva (Rio de Janeiro, 13 februari 1962), spelersnaam Jackie Silva, is een voormalig Braziliaans volleyballer en beachvolleyballer. In de laatstgenoemde discipline werd ze met Sandra Pires in 1996 olympisch kampioen en in 1997 wereldkampioen.

## Carrière
Met de nationale ploeg won Silva in 1979 een bronzen medaille bij de Pan-Amerikaanse Spelen in het zaalvolleybaltoernooi. In 1980 en in 1984 was ze ook onderdeel van het Braziliaanse team op de Olympische Spelen; beide keren eindigde Brazilië op de zevende plaats. Bij de Pan-Amerikaanse Spelen van 1983 verloor Silva met de nationale ploeg de troostfinale. Vanaf eind jaren tachtig richtte ze zich meer op beachvolleybal en deed ze met verschillende partners mee in de Amerikaanse competities van de WPVA en de AVP. In 1989 won ze een officieus wereldkampioenschap beachvolleybal met haar Amerikaanse partner Rita Crockett.
Van 1994 tot en met 1998 speelde Silva samen met Sandra Pires. Het duo boekte in 1994 drie overwinningen in de AVP en won begin 1995 de toernooien in La Serena en Rio de Janeiro in het seizoen 1994/95 van de FIVB World Tour. Het daaropvolgende seizoen behaalden ze de eerste plaats in Clearwater en Rio de Janeiro en podiumplaatsen op de acht andere toernooien waar ze aan deelnemen met als gevolg dat ze het eindklassement voor 1995/96 wonnen. In 1996 won het duo opnieuw het eindklassement van de World Tour door overwinningen in Maceio, Recife, Hermosa Beach, Espinho en Oostende en podiumplaatsen in Carolina, Salvador en Jakarta. Daarnaast werden Silva en Pires in Atlanta de eerste olympische kampioenen beachvolleybal door in de finale hun landgenoten Mônica Rodrigues en Adriana Samuel te verslaan. In 1997 werd het duo eveneens de eerste wereldkampioen in Los Angeles door de finale van het Amerikaanse duo Lisa Arce en Holly McPeak te winnen. In de World Tour werd gewonnen in Melbourne en het podium gehaald in vier van de vijf overige toernooien.
In maart 1998 behaalde Silva met Pires de derde plaats in Rio de Janeiro, waarna ze dat seizoen vier toernooien met Mônica en een met Adriana Bento speelde. In 1999 vormde Silva een team met Ana Paula. Bij de WK in Marseille eindigden ze als zeventiende en het beste resultaat in de World Tour was een derde plaats in Osaka. Dit was tevens Silva's laatste podiumplaats bij een toernooi in de FIVB World Tour. Vervolgens speelde Silva met verschillende partners onder wie Bento, Claudia Costa en Juliana Felisberta da Silva. Met Claudia deed ze in 2001 mee aan de WK in Klagenfurt waar ze als vijfde eindigde en met Juliana in 2003 aan de WK in Rio de Janeiro waar ze als negende eindigde. In 2004 speelde Silva haar laatste toernooi in de FIVB World Tour.